# All Change
All Change è l'album di debutto del gruppo musicale britannico Cast, pubblicato il 31 agosto 1995.
Nel Regno Unito ha raggiunto la posizione numero 6 nelle classifiche di vendita.

## Tracce
Tutte le canzoni sono state scritte da Power.
1. "Alright" - 3:37
2. "Promised Land" - 4:37
3. "Sandstorm" - 2:41
4. "Mankind" - 3:44
5. "Tell It Like It Is" - 4:41
6. "Four Walls" - 3:10
7. "Finetime" - 3:06
8. "Back of My Mind" - 3:04
9. "Walkaway" - 3:51
10. "Reflections" - 3:05
11. "History" - 4:25
12. "Two of a Kind" - 25:00

- In realtà Two of a Kind dura 8:10. Seguono 15 minuti e 20 secondi di silenzio (8:10 - 23:30), dopodiché inizia una hidden track strumentale senza titolo (23:30 - 25:00).